# Lijst van windturbines in Vlaanderen
Hieronder een lijst van windturbines in het Vlaams Gewest. Anno 2016 stonden er 26 turbines in Vlaams-Brabant, 81 in West-Vlaanderen en 117 in Oost-Vlaanderen.
De lijst is ingedeeld in gebieden die min of meer samenhangen op basis van het voorkomen van windturbines (van west naar oost). Binnen elk gebied is het alfabetisch per gemeente gesorteerd.
- West-Vl: West-Vlaanderen onder Brugge
- Brugge: Brugge, voornamelijk de haven (Zeebrugge)
- N49: langs de N49 en de ruimere omgeving in het Meetjesland en het Waasland
- Gent: Gent, voornamelijk de haven
- Ruit: het gebied in de driehoek Gent-Antwerpen-Brussel (de stukken E40/E17/E19 en alles erbinnen), cfr. de Vlaamse Ruit
- Zenne: de Zennevallei (Halle en omgeving)
- Antw: Antwerpen, voornamelijk de haven
- Noord: de Noorderkempen, voornamelijk langs het stuk E19 daar
- Oost: alles grofweg ten oosten van Leuven (Hageland, Limburg en de Kempen)

| Gebied    | Gemeente                                                      | Aantal & Vermogen                                             | Uitbater                                          | Opmerkingen |
| --------- | ------------------------------------------------------------- | ------------------------------------------------------------- | ------------------------------------------------- | --- |
| Off-shore | Blighbank                                                     | 55 x 3 MW                                                     | Belwind                                           | |
| West-Vl.  | Diksmuide                                                     | 2 x 0,8 MW Enercon E-48                                       | coöperatie BeauVent                               | |
| West-Vl.  | Gistel, Windpark Gistel E40                                   | 1 x 2,3 MW                                                    | coöperatie BeauVent /Ecopower                     | langs de A18/E40 ten oosten van de afrit Gistel |
| West-Vl.  | Gistel, Windpark Gistel E40                                   | 1 x 2,3 MW                                                    | Electrawinds                                      | langs de A18/E40 ten oosten van de afrit Gistel |
| West-Vl.  | Gistel, Windpark Gistel E40                                   | 4 x 2,3 MW, Enercon E70-4                                     | Aspiravi                                          | langs de A18/E40 ten oosten van de afrit Gistel |
| West-Vl.  | Ieper                                                         | 9 x 2,3 MW, Enercon E70                                       | Aspiravi / Elicio / Luminus / Eoly                | Op het bedrijventerrein ten noorden van Ieper. |
| West-Vl.  | Kortrijk                                                      | 4 x 2 MW                                                      | Enercon                                           | langs E17 - "Daltons" in de volksmond |
| West-Vl.  | Middelkerke, Lombardsijde                                     | 1 x 0,66 MW Vestas V47 en 1 x 0,9 MW Neg Micon                | Aspiravi                                          | |
| West-Vl.  | Poperinge                                                     | 4 x 2,05 MW                                                   | ENGIE Electrabel                                  | Gebouwd in 2013. |
| West-Vl.  | Zedelgem                                                      | 1 x 1,8 MW Enercon E66                                        | Electrawinds                                      | |
| Brugge    | Brugge, Herdersbrug                                           | 2 x 0,6 MW Turbowinds T-600                                   | Electrawinds Plus                                 | |
| Brugge    | Brugge, Herdersbrug                                           | 7 x 0,9 MW Turbowinds T-600                                   | Aspiravi Plus                                     | |
| Brugge    | Brugge, Herdersbrug                                           | 7 x 1,8 MW Enercon E66                                        | Electrawinds                                      | |
| Brugge    | Brugge, Herdersbrug                                           | 5 x 0,6 MW                                                    | Electrabel                                        | |
| Brugge    | Zeebrugge, oostelijke strekdam en LNG-dam                     | 14 x 0,85 MW                                                  | Aspiravi                                          | Dit windmolenpark werd reeds gebouwd in 1986 en was daarmee een van de eerste in Europa. Toen werden 21 HMZ-windturbines gebouwd (0,2 MW), later uitgebreid tot 24 en deels vervangen door Turbowinds-exemplaren (12x0,4 + 2x0,6 MW). In 2008 werden ze vervangen door 14 grotere turbines van 850 kW.        |
| N49       | Assenede                                                      | 6 x 2 MW                                                      | Aspiravi                                          | Langs de N49. Gebouwd in 2016. |
| N49       | Beveren (Vrasene) en Sint-Gillis-Waas                         | 4 x 2,05 MW                                                   | Fortech                                           | Windpark Duikeldam, ten zuiden van de N49. Gebouwd in 2012-2013; met steun van cvba Wase Wind. 3 op grondgebied van Beveren (Vrasene) en 1 op dat van Sint-Gillis-Waas. |
| N49       | Eeklo                                                         | 1 x 1,8 MW Enercon E66                                        | Aspiravi Plus                                     | In gebruik sinds 2002. |
| N49       | Eeklo                                                         | 2 x 1,8 MW en 1 x 0,6 MW Enercon                              | de coöperatie Ecopower                            | In gebruik sinds 2001. Twee op de gronden van het containerpark aan de Ringlaan en een kleine turbine aan het voetbalveld. |
| N49       | Eeklo Maldegem                                                | 9                                                             | ENGIE Electrabel                                  | Ten zuiden van de N49, tussen de N44 (Maldegem) en de R43 (Eeklo). |
| N49       | Sint-Gillis-Waas                                              | 3 x 2,05 MW                                                   | Electrabel                                        | Gebouwd in 2012-2013. Ten zuiden van de N49 en net ten noorden van de dorpskern van Sint-Gillis-Waas. |
| Gent      | Gent, Oostakker                                               | 3 x 2 MW                                                      | Electrabel                                        | op het terrein van Volvo Trucks |
| Gent      | Gent, Rodenhuize                                              | 2 x 2 MW                                                      | Electrabel                                        | op het terrein van Electrabel |
| Gent      | Gent, Wondelgem                                               | 2 x 2 MW                                                      | Electrabel                                        | op het industrieterrein Durmakker en de VDAB. |
| Gent      | Gent, kluizendok                                              | 11 x 2 MW Enercon                                             | Ecopower en SPE Power                             | |
| Ruit      | Beveren (Melsele)                                             | 2                                                             | Fortech                                           | Windpark Braemland II; gebouwd in 2009; langs de E17 (aan de andere kant ervan in Kruibeke staat Braemland I). |
| Ruit      | Puurs (Ruisbroek, op de grens met Willebroek)                 | 2 x 2 MW                                                      | Aspiravi                                          | Langs de A12 (ter hoogte van de afrit Willebroek-Noord, net voor de Rupeltunnel), op grond van de Vlaamse Gemeenschap. Gebouwd in 2006. |
| Ruit      | Puurs                                                         | 2                                                             | Eneco                                             | Langs de N16 (noordkant), op het terrein van het bedrijf Peleman Industries (Unibind). Gebouwd in 2011. |
| Ruit      | Puurs                                                         | 2                                                             | Pfizer                                            | Langs de N16 (zuidkant). De eerste werd in 2011 gebouwd en de tweede in 2015. |
| Ruit      | Schelle                                                       | 3 x 1,5 MW                                                    | Electrabel                                        | In dienst sinds april 2001. |
| Ruit      | Berlare, Overmere                                             | 4 x 2,3 MW                                                    | Bredekop Wind                                     | |
| Ruit      | Dendermonde, Hoogveld                                         | 2                                                             | Electrabel                                        | Op het terrein van het bedrijf De Saedeleir. Gebouwd in 2011. |
| Ruit      | Dendermonde, Hoogveld                                         | 1 x 2,3 MW                                                    | W-Kracht                                          | Op het terrein van het bedrijf Sivafrost. Gebouwd in 2013. |
| Ruit      | Dendermonde, Grembergen                                       | 1 x 2 MW                                                      | Aspiravi                                          | Gebouwd in 2013. Net over de grens in Zele staan er twee andere van KT Projects. |
| Ruit      | Hamme, Zwaarveld                                              | 2 x 2,3 MW                                                    | SPE-Luminus                                       | Gebouwd in 2011. |
| Ruit      | Kruibeke                                                      | 3 x 2 MW DeWind D8                                            | Fortech                                           | Windpark Braemland I; gebouwd in 2005; langs de E17 (aan de andere kant ervan in Beveren staat Braemland II). Met participatie van cvba Wase Wind. |
| Ruit      | Melle, Gijzenzele                                             | 3 x 2,3 MW                                                    | SPE-Luminus                                       | op de terrein van de Proefhoeve (Universiteit Gent/Hogeschool Gent) langs de E40, afrit Wetteren |
| Ruit      | Zele                                                          | 2 x 2,3 MW Enercon E82                                        | KT Projects                                       | Gebouwd in 2013. "Vierwies", nabij rond punt N47/N445. Net over de grens in Grembergen/Dendermonde staat er een van Aspiravi. |
| Ruit      | Asse                                                          | 4                                                             | Ecopower                                          | Industrieterrein Asse Z.5. Mollem. Gebouwd in 2015. |
| Ruit      | Kapelle-op-den-Bos                                            | 3 x 0,4 MW Turbowinds T-400                                   | Aspiravi                                          | Aan sluis Zemst - Kanaal van Willebroek. Gebouwd in 2001. Eén ervan werd in 2015 getroffen door een blikseminslag en ging eind 2016 worden afgebroken maar werd pas in maart 2017 afgebroken. Ook de twee andere werden in oktober 2018 afgebroken.                                                           |
| Zenne     | Beersel (Lot)                                                 | 2                                                             | Eoly                                              | "Laekebeek", op het bedrijventerrein van Colruyt Group. Langs het kanaal Brussel-Charleroi (ten oosten). Gebouwd in 2015. |
| Zenne     | Beersel (Lot) Sint-Pieters-Leeuw                              | 3                                                             | Ecopower en Eoly                                  | Langs het kanaal Brussel-Charleroi (ten westen). Gebouwd in 2015. |
| Zenne     | Halle (Buizingen), Stroppen/Bilkensveld                       | 1 x 3,4 MW                                                    | Eoly                                              | Gelegen op het bedrijventerrein van Colruyt Group en gebouwd in 2016. De opgewekte elektriciteit dient voor het vleesverwerkend bedrijf Colruyt Group Fine Food Meat (Vlevico). |
| Zenne     | Halle, Dassenveld                                             | 1 x 1,65 MW Vestas V66 + 2 ?)                                 | Colruyt                                           | Een eerste werd in 1999 gebouwd, in 2014 volgen twee andere. In 2017 zouden er nog drie bijkomen. |
| Antw.     | Antwerpen, Zandvlietsluis                                     | 2 x 1 MW E70                                                  | VLEEMO                                            | |
| Antw.     | Beveren, Kallo                                                | 1 x 0,1 MW Turbowinds T-600                                   | GRC                                               | |
| Noord     | Brecht                                                        | 3 x 2 MW Vestas V90                                           | Aspiravi                                          | Deel van Windpark Noorderkempen langs de E19 (ten westen ervan ter hoogte van Brecht). Gebouwd in 2012. |
| Noord     | Hoogstraten (Meer)                                            | 6 x 2 MW                                                      | Electrabel                                        | Langs de E19 (oostzijde), aan de transportzone Meer aan de grens met Nederland. Gebouwd vóór 2006. |
| Noord     | Hoogstraten (Meer)                                            | 3 x 3,2 MW                                                    | Storm                                             | Langs de E19 (westzijde), achter de transportzone Meer aan de grens met Nederland. Gebouwd in 2015 als hoogste windturbines van België. |
| Noord     | Kalmthout & Essen                                             | 4 x 2,05 MW                                                   | Mega Windy en Ecopower                            | Magermanse Heide, op het bedrijventerrein Rijkmaker nabij Nieuwmoer. Gebouwd in 2012. |
| Noord     | Wuustwezel                                                    | 7 x 2,3 MW Enercon E82                                        | Aspiravi                                          | Deel van Windpark Noorderkempen langs de E19 (ten oosten ervan, tussen Brecht en parking Minderhout). Gebouwd in 2012. Eén op grondgebied Brecht, vijf in Wuustwezel en één in Hoogstraten. |
| Noord     | Wuustwezel                                                    | 4 x 2 MW                                                      | Wind4Flanders Projects 1 cvba (Electrabel et al.) | Langs de E19 (ten westen ervan, ter hoogte van afrit 2 Loenhout). Gebouwd in 2015. |
| Oost      | Arendonk                                                      | 8                                                             |                                                   | Windmolenpark Zephiros, langs de E34. De zeven turbines werden gebouwd in 2011. In 2015 kwam er een achtste bij. |
| Oost      | Bekkevoort Diest Halen                                        | 2 4                                                           | Aspiravi / Limburg Wind                           | Langs de E314. Gebouwd in 2011. |
| Oost      | Beringen Indsutriezone Ravenshout (Linker kanaaloever)        | ...                                                           |                                                   | |
| Oost      | Beringen Indsutriezone Ravenshout (Rechter kanaaloever)       | 3 x ... (Kolenhaven) 2 x ... (Neusenberg) 3 x ... (Truibroek) | Neusenberg: EDF Luminus                           | Neusenberg: gebouwd in 2021 |
| Oost      | Beringen Industrie Zuid Zone 2                                | 2 x ...                                                       |                                                   | 1 turbine op de linkeroever van het Albertkanaal en 1 turbine op de rechteroever |
| Oost      | Gingelom                                                      | 7                                                             | Greensky                                          | Langs de A3/E40 en langs de taalgrens. Gebouwd in 2015. Twee derde van de energie gaat naar het spoorwegennet; hiermee voorziet het één derde van het spoorwegennet van stroom. Het windmolenpark omvat ook een aantal in Wallonië. Een geplande uitbreiding in Landen (Vlaams-Brabant) werd niet uitgevoerd. |
| Oost      | Hasselt, Godsheide                                            | 2 x 2 MW Vestas V90                                           | Aspiravi                                          | langs Albertkanaal |
| Oost      | Heusden-Zolder Industriezone Zolder-Lummen Zuid (Dellestraat) | 3 x ...                                                       |                                                   | |
| Oost      | Kalmthout                                                     | 4 x 2 MW                                                      | Mega Windy                                        | |
| Oost      | Kasterlee (Lichtaart)                                         | 1 x 0,66 MW                                                   | Electrabel                                        | in Bobbejaanland |
| Oost      | Laakdal                                                       | 6 x 1,5 MW                                                    | Seeba                                             | op de terreinen van Nike, Inc. tussen E313 en Albertkanaal, sinds juni 2006, 22GWh per jaar |
| Oost      | Lanaken                                                       | 4 x 2 MW Vesta V80                                            | Electrabel                                        | Hoogte 100 meter, rotordiameter 80 m, langs Albertkanaal |
| Oost      | Lommel                                                        | 8 x 2 MW Vestas V80                                           | Aspiravi                                          | |
| Oost      | Lommel Kristalpark                                            | 5 x 2 MW                                                      | Lommel win(d)t                                    | |
| Oost      | Lommel Maatheide                                              | 1 x 4,5 MW                                                    | Lommel                                            | |
| Oost      | Lummen Kolenhaven                                             | 2 x ...                                                       | ...                                               | |
| Oost      | Lummen Industriezone Lummen-Gestel                            | 3 x ...                                                       |                                                   | |
| Oost      | Lummen Industriezone Zolder-Lummen Zuid (Dellestraat)         | 3 x ...                                                       | ENGIE Electrabel                                  | Eén turbine bij Puratos geplaatst in 2022 |
| Oost      | Maaseik                                                       | 3 x ...                                                       |                                                   | |
| Oost      | Maasmechelen                                                  | 2 x 4 MW                                                      | Storm                                             | 100 m masthoogte, 50 m rotorbladen |
| Oost      | Overpelt                                                      | 3 x 4 MW                                                      | Windpark Pelt                                     | |